# カン空港
カン空港（カンくうこう、英語: Kang Airport）は、ボツワナ共和国カラハリ地区の村・カンに位置する空港。敷地内には超短波全方向式無線標識（VOR）のサイトが存在する。識別名はKGV。